# 1. Fußball- und Sportverein Mainz 05 1975-1976
Questa voce raccoglie le informazioni riguardanti il 1. Fußball- und Sportverein Mainz 05 nelle competizioni ufficiali della stagione 1975-1976.

## Stagione
Nella stagione 1975-1976 il Magonza, allenato da Gerd Menne, Gerd Higi e Horst Hülß, concluse il campionato di 2. Bundesliga al 12º posto. In Coppa di Germania il Magonza fu eliminato al secondo turno dal Röchling Völklingen.

## Rosa
| N. |                     | Ruolo | Calciatore          |
| -- | ------------------- | ----- | ------------------- |
|    | Germania (bandiera) | P     | Hermann Lutz        |
|    | Germania (bandiera) | P     | Wolfgang Orben      |
|    | Germania (bandiera) | D     | Gerhard Bold        |
|    | Germania (bandiera) | D     | Jürgen Halm         |
|    | Germania (bandiera) | D     | Herward Koppenhöfer |
|    | Germania (bandiera) | D     | Hans-Jürgen Richter |
|    | Germania (bandiera) | D     | Günther Rybarczyk   |
|    | Germania (bandiera) | D     | Herbert Scheller    |
|    | Germania (bandiera) | D     | Helmut Zahn         |
|    | Germania (bandiera) | C     | Paul Göppl          |
|    | Germania (bandiera) | C     | Eugen Hupp          |
|    | Germania (bandiera) | C     | Hans-Joachim Krämer |
|    | Germania (bandiera) | C     | Franz-Peter März    |

| N. |                     | Ruolo | Calciatore        |
| -- | ------------------- | ----- | ----------------- |
|    | Germania (bandiera) | C     | Eckhart Mayer     |
|    | Germania (bandiera) | C     | Gerd Schwickert   |
|    | Germania (bandiera) | C     | Alfred Spiegler   |
|    | Germania (bandiera) | A     | Gerhard Bopp      |
|    | Austria (bandiera)  | A     | Erwin Hohenwarter |
|    | Germania (bandiera) | A     | Gerd Klier        |
|    | Germania (bandiera) | A     | Siegfried Köstler |
|    | Germania (bandiera) | A     | Karl-Heinz Mähn   |
|    | Germania (bandiera) | A     | Bodo Martens      |
|    | Germania (bandiera) | A     | Werner Nickel     |
|    | Germania (bandiera) | A     | Manfred Nimführ   |
|    | Germania (bandiera) | A     | Alfred Oehrlein   |
|    | Germania (bandiera) | A     | Willi Ritz        |

## Organigramma societario
Area tecnica
- Allenatore: Horst Hülß
- Allenatore in seconda:
- Preparatore dei portieri:
- Preparatori atletici:

## Calciomercato

### Sessione estiva
| Acquisti | Acquisti            | Acquisti         | Acquisti |
| R.       | Nome                | da               | Modalità |
| -------- | ------------------- | ---------------- | -------- |
| C        | Eugen Hupp          | Pfeddersheim     |          |
| C        | Hans-Joachim Krämer | Opel Rüsselsheim |          |

| Cessioni | Cessioni       | Cessioni        | Cessioni |
| R.       | Nome           | a               | Modalità |
| -------- | -------------- | --------------- | -------- |
| D        | Harald Kiss    | SV Weisenau     |          |
| P        | Wolfgang Kneib | Wiesbaden       |          |
| A        | Herbert Renner | Bayern Hof      |          |
| D        | Jürgen Rohmer  | FVgg. Kastel 06 |          |
| C        | Gerd Schmidt   | Germania W.     |          |

### Sessione invernale
| Acquisti | Acquisti     | Acquisti       | Acquisti |
| R.       | Nome         | da             | Modalità |
| -------- | ------------ | -------------- | -------- |
| A        | Gerhard Bopp | Greuther Fürth |          |

| Cessioni | Cessioni | Cessioni | Cessioni |
| R.       | Nome     | a        | Modalità |
| -------- | -------- | -------- | -------- |

## Risultati

### 2. Bundesliga

#### Girone di andata
| Arbitro: | Greiner |

|  |           |                     |
|  | Marcatori | 9’ Klier 75’ Nickel |

| Arbitro: | Leist |

|                                                 |           |                         |
| Hohenwarter 18’ Klier 29’, 79’, 89’ Köstler 58’ | Marcatori | 13’ Künkel 28’ Schmaltz |

| Arbitro: | Walz |

|              |           |  |
| Emmerich 19’ | Marcatori |  |

| Arbitro: | Dellwing |

|                                                 |           |                               |
| Klier 26’ Nickel 33’ Schwickert 47’ Köstler 76’ | Marcatori | 88’ Zitzer 89’ (rig.) Eippert |

| Arbitro: | Luca |

|                    |           |           |
| Volp 14’, 48’, 62’ | Marcatori | 17’ Klier |

| Arbitro: | Aldinger |

|                         |           |                                                                            |
| Klier 47’ Ritz 85’, 87’ | Marcatori | 29’ Majkowski 66’, 69’, 90’ Walitza 78’ Nüssing 82’ Meininger 89’ Petrovic |

| Arbitro: | Klauser |

|  |           |                |
|  | Marcatori | 23’, 87’ Klier |

| Magonza 20 settembre 1975 8ª giornata | Magonza  | 0 – 0 referto | Saarbrücken | Stadion am Bruchweg (8 000 spett.)\| Arbitro: \| Quindeau \| |
| Arbitro:                              | Quindeau |               |             |                                                              |

| Arbitro: | Antz |

|                             |           |                               |
| Beichle 11’ Seiler 20’, 62’ | Marcatori | 32’ Hupp 51’, 53’ Hohenwarter |

| Arbitro: | Kollmann |

|                                 |           |                              |
| Nickel 59’ Ritz 72’ Köstler 79’ | Marcatori | 24’, 88’ Schneider 85’ Seitz |

| Arbitro: | Fleischer |

|                                                                 |           |                 |
| Metzler 8’ Bordt 24’, 30’ Thelen 32’, 48’, 57’ Engel 65’ (rig.) | Marcatori | 66’ Hohenwarter |

| Arbitro: | Huster |

|                           |           |                                     |
| Nickel 67’ Klier 73’, 86’ | Marcatori | 7’ Keller 38’ Reich 71’ Tochtermann |

| Arbitro: | Binninger |

|               |           |           |
| Vöhringer 73’ | Marcatori | 44’ Klier |

| Arbitro: | Schröder |

|  |           |            |
|  | Marcatori | 74’ Werner |

| Arbitro: | Antz |

|                        |           |                          |
| Nickel 67’ Köstler 86’ | Marcatori | 39’ Sommerer 58’ Größler |

| Arbitro: | Joos |

|                                             |           |                       |
| Hilkes 8’ Heinlein 66’ Popp 68’ Hofmann 88’ | Marcatori | 39’ Köstler 75’ Klier |

| Arbitro: | Luca |

|            |           |                       |
| Köstler 7’ | Marcatori | 68’ (aut.) Schwickert |

| Arbitro: | Quindeau |

|                         |           |                                             |
| Granitza 55’ Martin 70’ | Marcatori | 6’, 46’ Hohenwarter 80’ Scheller 90’ Nickel |

| Arbitro: | Schmoock |

|                 |           |                        |
| Köstler 9’, 54’ | Marcatori | 16’ Leunissen 51’ Lenz |

#### Girone di ritorno
| Arbitro: | Antz |

|                         |           |                      |
| Nickel 64’ Scheller 85’ | Marcatori | 35’ Adler 60’ Martin |

| Arbitro: | Riegg |

|                                               |           |                 |
| Lindemann 57’ Bechtold 69’ (rig.) Drexler 89’ | Marcatori | 26’ Hohenwarter |

| Arbitro: | Kuhn |

|                      |           |               |
| Köstler 38’ Bopp 54’ | Marcatori | 10’ Rodekurth |

| Arbitro: | Ermer |

|                       |           |                                 |
| Düren 36’ Eippert 87’ | Marcatori | 24’ (rig.) Scheller 79’ Köstler |

| Arbitro: | Engel |

|                                  |           |             |
| Ritz 8’ Köstler 15’ Scheller 69’ | Marcatori | 54’ Scherpp |

| Arbitro: | Schmoock |

|                                   |           |             |
| Sturz 36’ Walitza 42’ Nüssing 54’ | Marcatori | 14’ Köstler |

| Arbitro: | Schumann |

|                                          |           |                   |
| Ritz 45’ Hohenwarter 52’, 68’ Nickel 77’ | Marcatori | 16’, 85’ Ohlicher |

| Arbitro: | Huster |

|                     |           |                     |
| Bender 29’ Denz 35’ | Marcatori | 52’ (rig.) Scheller |

| Arbitro: | Biwersi |

|           |           |  |
| Klier 84’ | Marcatori |  |

| Arbitro: | Haselberger |

|                                   |           |                                |
| Hodel 4’ Schmidbauer 35’ Ruhs 46’ | Marcatori | 51’ Bopp 52’ Köstler 53’ Göppl |

| Arbitro: | Kollmann |

|                                                                   |           |                     |
| Rybarczyk 8’ Klier 23’ Nickel 35’ Ritz 52’ Göppl 58’ Scheller 62’ | Marcatori | 36’ (aut.) Scheller |

| Arbitro: | Kammann |

|            |           |                                                   |
| Keller 18’ | Marcatori | 44’ Hohenwarter 80’ Rybarczyk 89’ (rig.) Scheller |

| Arbitro: | Wilhelmi |

|          |           |                                      |
| Bopp 50’ | Marcatori | 3’ Obermeier 26’ Hoffmann 78’ Haller |

| Arbitro: | Blum |

|                                      |           |                               |
| Werner 15’ Zapf 18’ Feulner 31’, 48’ | Marcatori | 19’ Nickel 32’ Göppl 71’ Bopp |

| Arbitro: | Gaus |

|             |           |          |
| Größler 57’ | Marcatori | 63’ Ritz |

| Arbitro: | Linn |

|            |           |                                                    |
| Nickel 83’ | Marcatori | 28’ Hofmann 44’ Jensen 60’, 87’ Heubeck 70’ Hilkes |

| Arbitro: | Langhans |

|                                                  |           |                     |
| Kelsch 16’ Holoch 78’ Roth 81’ Haug 88’ Redl 89’ | Marcatori | 12’ Ritz 66’ Nickel |

| Arbitro: | Stumpf |

|                                             |           |                   |
| Bopp 14’ Hohenwarter 18’ März 46’ Klier 83’ | Marcatori | 16’, 65’ Granitza |

| Arbitro: | Nützel |

|                                                                    |           |                 |
| Koch 3’ Diener 19’ Petersen 22’, 48’, 73’ Müller 43’ Pankotsch 71’ | Marcatori | 71’ Hohenwarter |

### Coppa di Germania
| Arbitro: | Schumann |

|                                                                       |           |                     |
| Köstler 1’ Hohenwarter 28’ Nickel 35’, 46’, 50’ Spiegler 72’ März 84’ | Marcatori | 47’ Hoyer 75’ Holst |

| Arbitro: | Wohlfarth |

|          |           |                           |
| Bold 55’ | Marcatori | 69’ Martin 82’ Scheermann |

## Statistiche

### Statistiche di squadra
| Competizione      | Punti | In casa | In casa | In casa | In casa | In casa | In casa | In trasferta | In trasferta | In trasferta | In trasferta | In trasferta | In trasferta | Totale | Totale | Totale | Totale | Totale | Totale | DR  |
| Competizione      | Punti | G       | V       | N       | P       | Gf      | Gs      | G            | V            | N            | P            | Gf           | Gs           | G      | V      | N      | P      | Gf     | Gs     | DR  |
| ----------------- | ----- | ------- | ------- | ------- | ------- | ------- | ------- | ------------ | ------------ | ------------ | ------------ | ------------ | ------------ | ------ | ------ | ------ | ------ | ------ | ------ | --- |
| 2. Bundesliga     | 36    | 19      | 8       | 7       | 4       | 47      | 40      | 19           | 4            | 5            | 10           | 34           | 52           | 38     | 12     | 12     | 14     | 81     | 92     | -11 |
| Coppa di Germania | -     | 2       | 1       | 0       | 1       | 8       | 4       | 0            | 0            | 0            | 0            | 0            | 0            | 2      | 1      | 0      | 1      | 8      | 4      | +4  |
| Totale            | 36    | 21      | 9       | 7       | 5       | 55      | 44      | 19           | 4            | 5            | 10           | 34           | 52           | 40     | 13     | 12     | 15     | 89     | 96     | -7  |

### Andamento in campionato
| Giornata  | 1 | 2 | 3 | 4 | 5 | 6  | 7 | 8 | 9 | 10 | 11 | 12 | 13 | 14 | 15 | 16 | 17 | 18 | 19 | 20 | 21 | 22 | 23 | 24 | 25 | 26 | 27 | 28 | 29 | 30 | 31 | 32 | 33 | 34 | 35 | 36 | 37 | 38 |
| --------- | - | - | - | - | - | -- | - | - | - | -- | -- | -- | -- | -- | -- | -- | -- | -- | -- | -- | -- | -- | -- | -- | -- | -- | -- | -- | -- | -- | -- | -- | -- | -- | -- | -- | -- | -- |
| Luogo     | T | C | T | C | T | C  | T | C | T | C  | T  | C  | T  | C  | C  | T  | C  | T  | C  | C  | T  | C  | T  | C  | T  | C  | T  | C  | T  | C  | T  | C  | T  | T  | C  | T  | C  | T  |
| Risultato | V | V | P | V | P | P  | V | N | N | N  | P  | N  | N  | P  | N  | P  | N  | V  | N  | N  | P  | V  | N  | V  | P  | V  | P  | V  | N  | V  | V  | P  | P  | N  | P  | P  | V  | P  |
| Posizione | 2 | 1 | 5 | 3 | 9 | 11 | 7 | 9 | 8 | 8  | 13 | 14 | 13 | 15 | 14 | 14 | 13 | 13 | 12 | 12 | 13 | 12 | 11 | 11 | 12 | 11 | 12 | 11 | 11 | 9  | 8  | 10 | 10 | 10 | 11 | 12 | 10 | 12 |

Legenda:

Luogo: C = Casa; T = Trasferta. Risultato: V = Vittoria; N = Pareggio; P = Sconfitta.

### Statistiche dei giocatori
| Giocatore      | 2. Bundesliga | 2. Bundesliga | 2. Bundesliga | 2. Bundesliga | Coppa di Germania | Coppa di Germania | Coppa di Germania | Coppa di Germania | Totale   | Totale | Totale      | Totale     |
| Giocatore      | Presenze      | Reti          | Ammonizioni   | Espulsioni    | Presenze          | Reti              | Ammonizioni       | Espulsioni        | Presenze | Reti   | Ammonizioni | Espulsioni |
| -------------- | ------------- | ------------- | ------------- | ------------- | ----------------- | ----------------- | ----------------- | ----------------- | -------- | ------ | ----------- | ---------- |
| G. Bold        | 26            | 0             | 1             | 0             | 2                 | 1                 | 0                 | 0                 | 28       | 1      | 1           | 0          |
| G. Bopp        | 17            | 5             | 2             | 0             | 0                 | 0                 | 0                 | 0                 | 17       | 5      | 2           | 0          |
| P. Göppl       | 33            | 3             | 2             | 0             | 2                 | 0                 | 0                 | 0                 | 35       | 3      | 2           | 0          |
| J. Halm        | 1             | 0             | 0             | 0             | 0                 | 0                 | 0                 | 0                 | 1        | 0      | 0           | 0          |
| E. Hohenwarter | 37            | 12            | 1             | 0             | 2                 | 1                 | 0                 | 0                 | 39       | 13     | 1           | 0          |
| E. Hupp        | 15            | 1             | 1             | 0             | 0                 | 0                 | 0                 | 0                 | 15       | 1      | 1           | 0          |
| G. Klier       | 32            | 16            | 1             | 0             | 2                 | 0                 | 0                 | 0                 | 34       | 16     | 1           | 0          |
| H. Koppenhöfer | 22            | 0             | 1             | 0             | 0                 | 0                 | 0                 | 0                 | 22       | 0      | 1           | 0          |
| H. Krämer      | 2             | 0             | 0             | 0             | 0                 | 0                 | 0                 | 0                 | 2        | 0      | 0           | 0          |
| S. Köstler     | 30            | 13            | 5             | 0             | 2                 | 1                 | 1                 | 0                 | 32       | 14     | 6           | 0          |
| H. Lutz        | 11            | 0             | 0             | 0             | 0                 | 0                 | 0                 | 0                 | 11       | 0      | 0           | 0          |
| B. Martens     | 3             | 0             | 0             | 0             | 1                 | 0                 | 0                 | 0                 | 4        | 0      | 0           | 0          |
| E. Mayer       | 2             | 0             | 0             | 0             | 0                 | 0                 | 0                 | 0                 | 2        | 0      | 0           | 0          |
| K. Mähn        | 0             | 0             | 0             | 0             | 0                 | 0                 | 0                 | 0                 | 0        | 0      | 0           | 0          |
| F. März        | 17            | 1             | 2             | 0             | 1                 | 1                 | 0                 | 0                 | 18       | 2      | 2           | 0          |
| W. Nickel      | 36            | 12            | 3             | 0             | 2                 | 3                 | 0                 | 0                 | 38       | 15     | 3           | 0          |
| M. Nimführ     | 2             | 0             | 0             | 0             | 0                 | 0                 | 0                 | 0                 | 2        | 0      | 0           | 0          |
| A. Oehrlein    | 0             | 0             | 0             | 0             | 0                 | 0                 | 0                 | 0                 | 0        | 0      | 0           | 0          |
| W. Orben       | 28            | 0             | 2             | 0             | 2                 | 0                 | 0                 | 0                 | 30       | 0      | 2           | 0          |
| H. Richter     | 8             | 0             | 2             | 0             | 1                 | 0                 | 0                 | 0                 | 9        | 0      | 2           | 0          |
| W. Ritz        | 24            | 8             | 3             | 0             | 2                 | 0                 | 0                 | 0                 | 26       | 8      | 3           | 0          |
| G. Rybarczyk   | 23            | 2             | 1             | 0             | 0                 | 0                 | 0                 | 0                 | 23       | 2      | 1           | 0          |
| H. Scheller    | 38            | 7             | 4             | 0             | 2                 | 0                 | 0                 | 0                 | 40       | 7      | 4           | 0          |
| G. Schwickert  | 28            | 1             | 8             | 0             | 2                 | 0                 | 0                 | 0                 | 30       | 1      | 8           | 0          |
| A. Spiegler    | 8             | 0             | 0             | 0             | 2                 | 1                 | 0                 | 0                 | 10       | 1      | 0           | 0          |
| H. Zahn        | 30            | 0             | 5             | 0             | 1                 | 0                 | 0                 | 0                 | 31       | 0      | 5           | 0          |